# Gamelan Surakarta
El gamelan Surakarta és el conjunt típic d'instruments que s'usen per interpretar música pura contemporània a Indonèsia. De grans dimensions, el constitueixen dos conjunts de gamelan, un afinat en slendro, constituït per un saron panerus (o saron peking), dos saron barung, un o dos saron demung, un gender panerus, un gender barung, un slentem (o gender panembung), un bonang panerus i un bonang barung (cadascun amb dotze gongs), un kayu gambang, un siter o celempung, un rebab, un suling, un parell de kethuk i kempyang, un joc de tres a cinc kenong, un joc de tres a cinc kempul, d'un a tres gong suwukan, i un gong ageng.
El conjunt complementari d'instruments de pelog inclourà dos de cada gender panerus, gender barung, gambang i siter o celempung, el primer de cada parell afinat segons el subconjunt pelog bem de cinc tons (tons 1,2,3,5,6), el segon segons subconjunt pelog barang de cinc tons (2,3,5,6,7). Els bonangs pelog tindran catorze gongs cadascun.
El gamelan slendro i el pelog en general compartiran els tambors kendang, incloent un ketipung, kendang ageng (o kendang gendhing), ciblon, kendang wayangan, i, en el gamelan més gran, un gran tambor penjant, el bedug. Els conjunts arcaics poden incloure instruments com el gangsa gambang, slento (en lloc del slentem) i el bonang panembung. Un conjunt típic inclou una cantant solista (pesinden) i un cor masculí (gerongan); en certs passatges, els cantants aplaudeixen rítmicament (keplok).

## Relació amb gamelan Yogyakarta
A Yogyakarta, hi ha una tendència a tenir més sarons de cada registre i és més probable que el bonang panembung estigui present. Hi ha un instrument arcaic, el celuring, un joc de campanes que es troba només en uns pocs gamelans al Kraton de Yogyakarta i que es toca en lloc del saron panerus. L'estil solonès es considera sovint més refinat (o alus) que l'estil yogyanés. Una altra diferència específica es troba en la forma el saron peking; tot i que el patró que toca per al balungan és sovint el mateix, en l'estil yogyanés el ritme s'avança, creant un èmfasi diferent en relació al balungan.